# Saint-Étienne-l’Allier
Saint-Étienne-l’Allier ist eine französische Gemeinde mit 524 Einwohnern (Stand: 1. Januar 2022) im Département Eure in der Region Normandie (vor 2016 Haute-Normandie). Sie gehört zum Arrondissement Bernay und zum Kanton Beuzeville. Die Einwohner werden Stéphanois genannt.

## Geografie
Saint-Étienne-l’Allier liegt etwa 34 Kilometer nordnordwestlich von Bernay in der Landschaft Lieuvin. Umgeben wird Saint-Étienne-l’Allier von den Nachbargemeinden Saint-Martin-Saint-Firmin im Norden, Saint-Christophe-sur-Condé im Nordosten, Saint-Pierre-des-Ifs im Osten, Saint-Georges-du-Vièvre im Südosten und Süden, La Poterie-Mathieu im Südwesten und Westen, La Noë-Poulain im Westen sowie Saint-Siméon im Nordwesten.

## Bevölkerungsentwicklung
| Jahr                       | 1962 | 1968 | 1975 | 1982 | 1990 | 1999 | 2006 | 2013 | 2020 |
| Einwohner                  | 358  | 351  | 354  | 378  | 436  | 385  | 445  | 560  | 541  |
| Quellen: Cassini und INSEE |      |      |      |      |      |      |      |      |      |

## Sehenswürdigkeiten
- Kirche Saint-Étienne aus dem 12./13. Jahrhundert, Monument historique seit 1996
- Herrenhaus Le Vièvre aus dem 16. Jahrhundert, Monument historique seit 1994

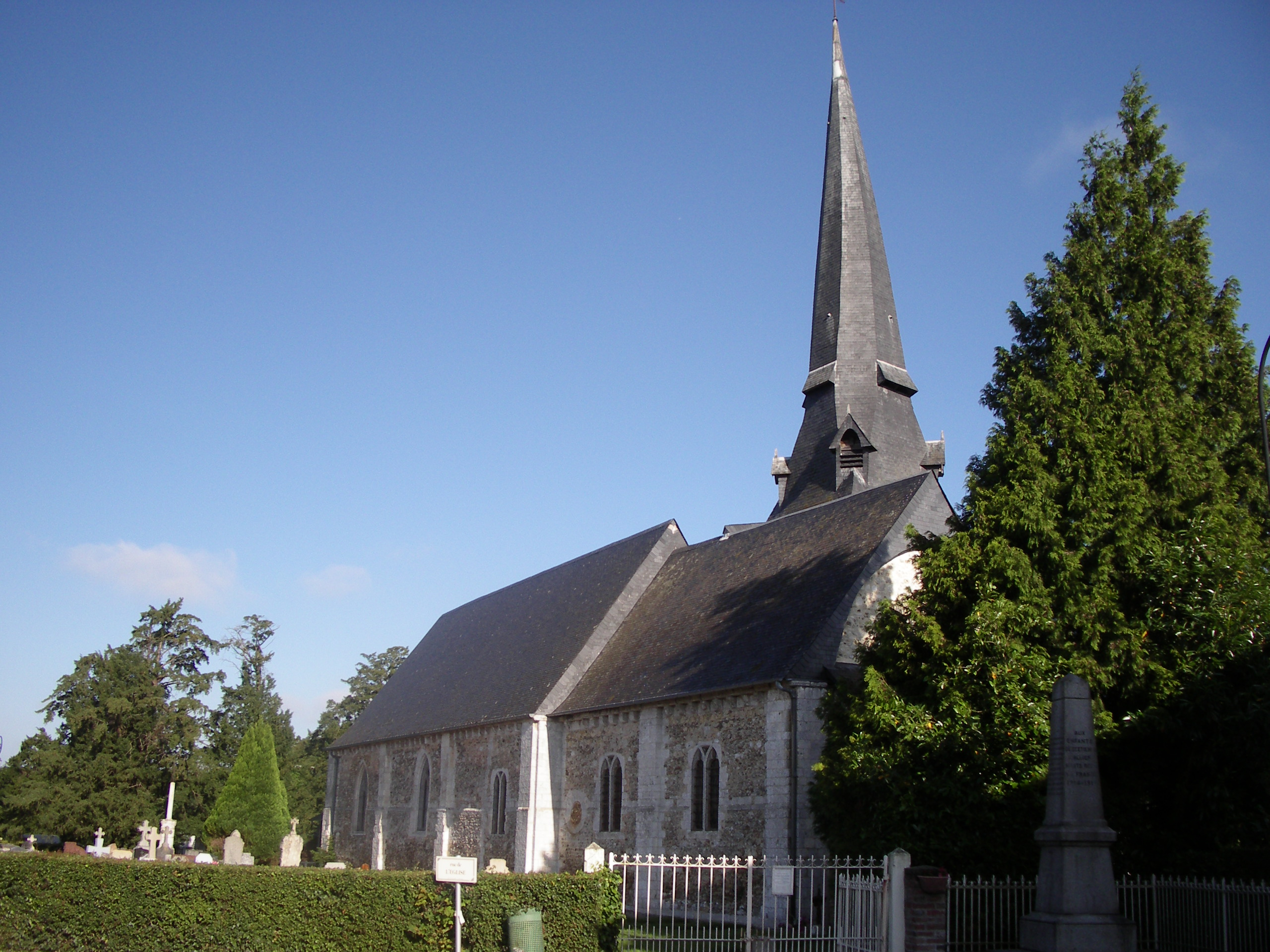
Kirche Saint-Étienne
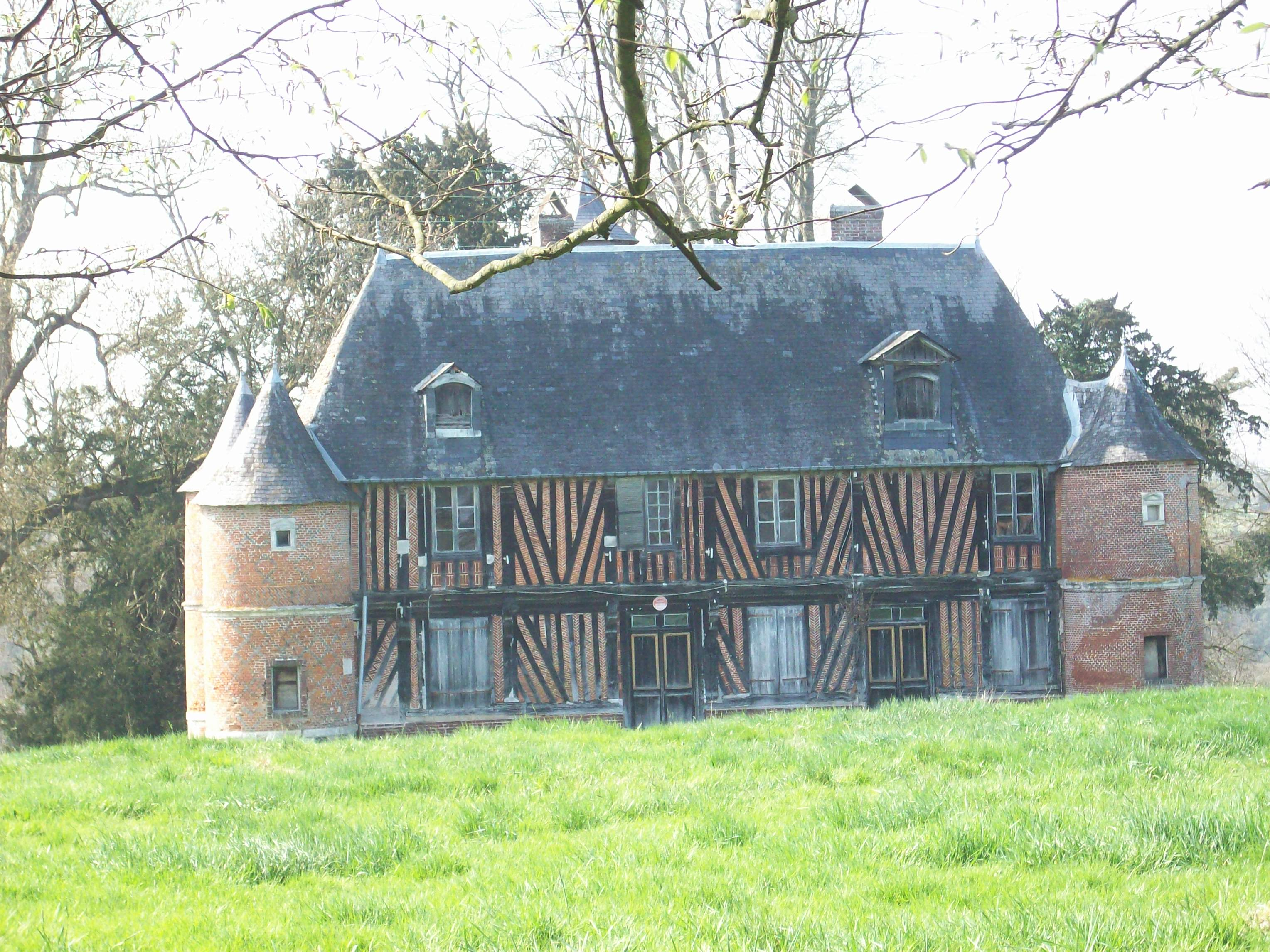
Herrenhaus Le Vièvre